# Gustavo Díaz Ordaz, Veracruz
Gustavo Díaz Ordaz är en ort i Mexiko.   Den ligger i kommunen Catemaco och delstaten Veracruz, i den sydöstra delen av landet, 400 km öster om huvudstaden Mexico City. Gustavo Díaz Ordaz ligger 487 meter över havet och antalet invånare är 200.
Terrängen runt Gustavo Díaz Ordaz är kuperad åt sydväst, men åt nordost är den platt. Runt Gustavo Díaz Ordaz är det ganska tätbefolkat, med 83 invånare per kvadratkilometer. Närmaste större samhälle är San Andres Tuxtla, 15,9 km sydväst om Gustavo Díaz Ordaz. Omgivningarna runt Gustavo Díaz Ordaz är en mosaik av jordbruksmark och naturlig växtlighet.